# Kapar Jūdakī
Kapar Jūdakī (persiska: كپر جودكی) är en ort i Iran.   Den ligger i provinsen Lorestan, i den nordvästra delen av landet, 300 km sydväst om huvudstaden Teheran. Kapar Jūdakī ligger 1 485 meter över havet och antalet invånare är 355.
Terrängen runt Kapar Jūdakī är varierad.Runt Kapar Jūdakī är det tätbefolkat, med 257 invånare per kvadratkilometer. Närmaste större samhälle är Borujerd, 11,4 km norr om Kapar Jūdakī. Trakten runt Kapar Jūdakī består till största delen av jordbruksmark.